# Вюшгайм
Вюшгайм (нім. Wüschheim) — громада в Німеччині, розташована в землі Рейнланд-Пфальц. Входить до складу району Рейн-Гунсрюк. Складова частина об'єднання громад Зіммерн.
Площа — 3,90 км2. Населення становить 294 ос. (станом на 31 грудня 2020).